# Ligne 1 du métro de Hangzhou

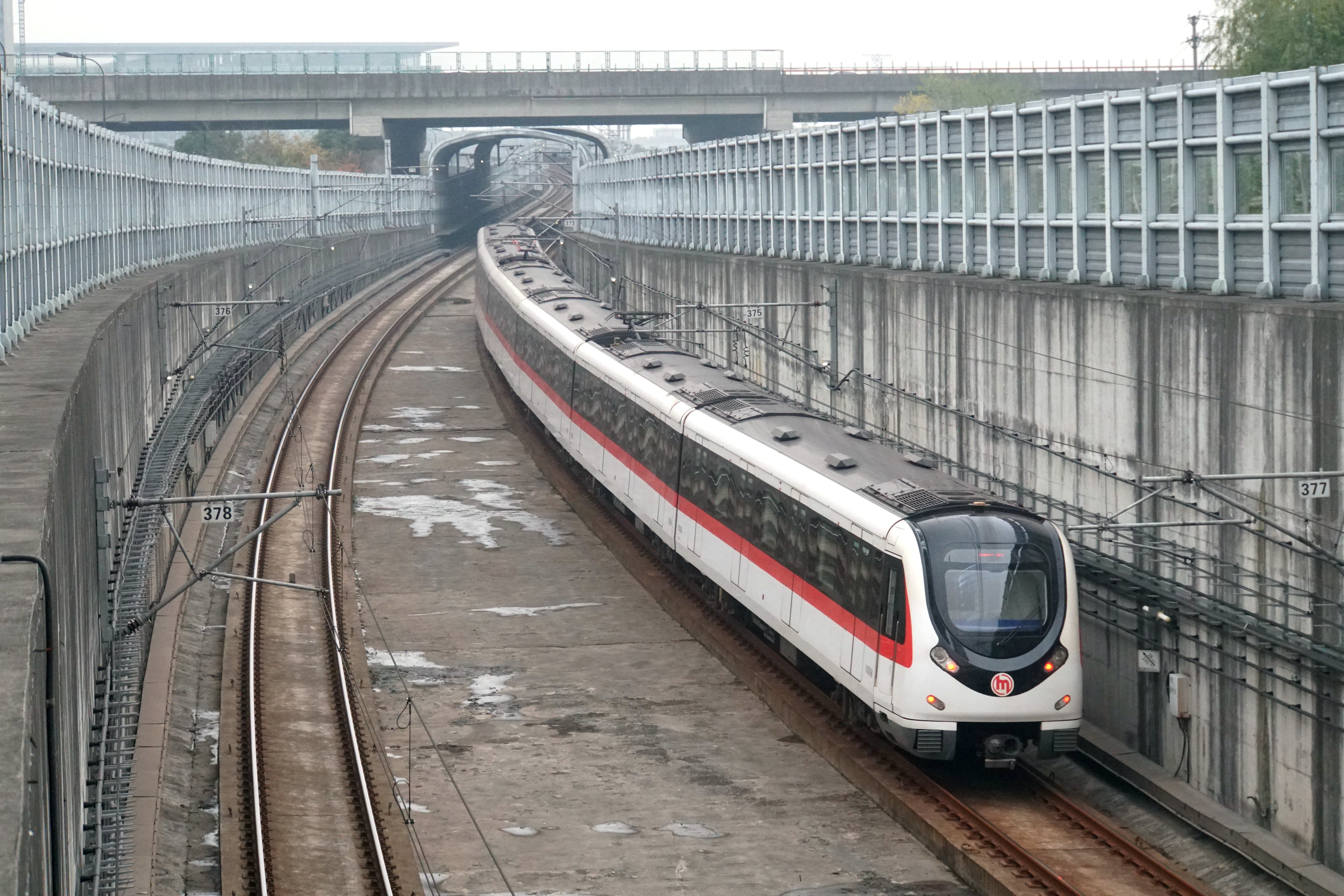
Rame de ligne 1, arrivée à station Wengmei

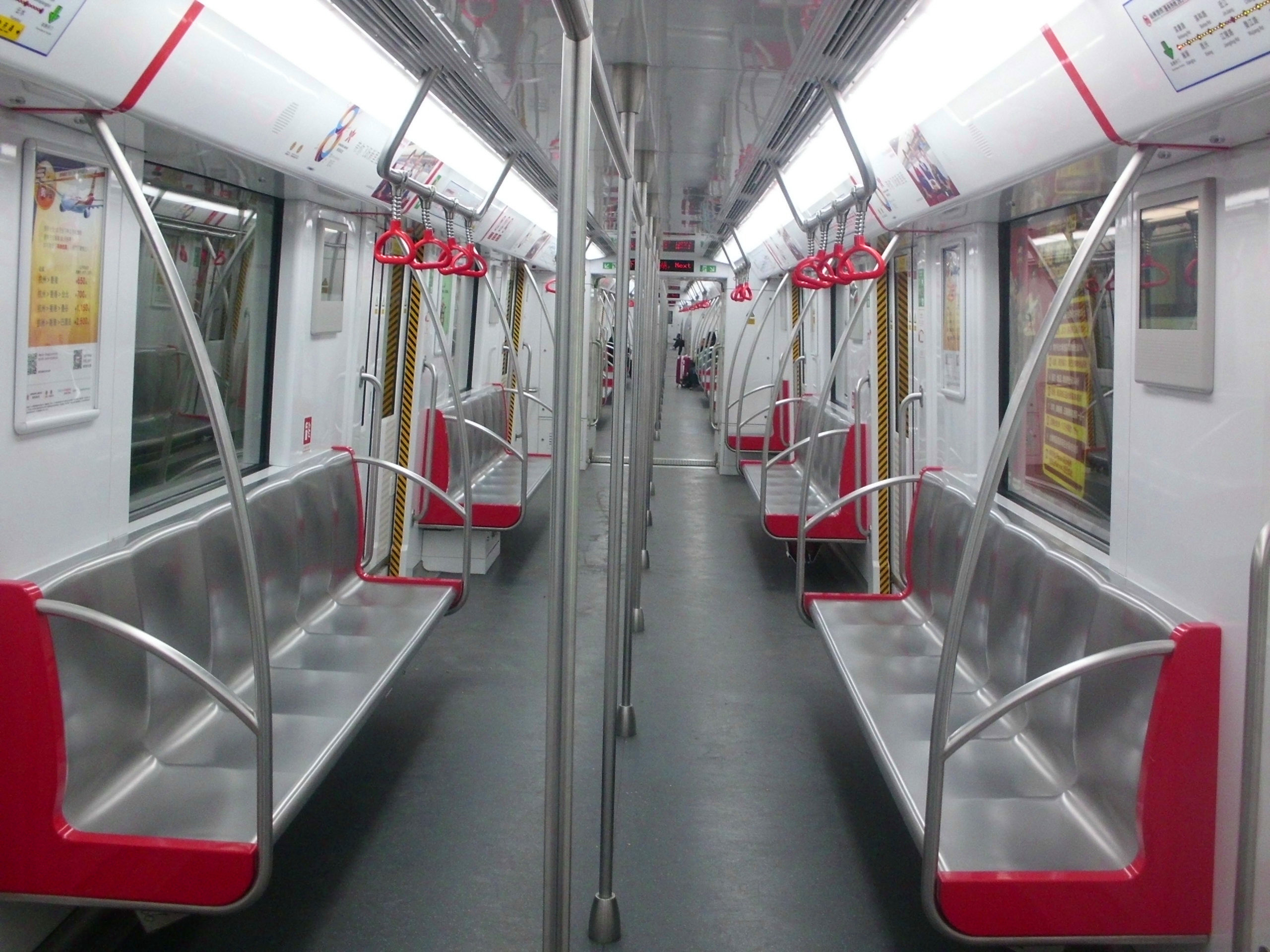
Intérieur d'une rame

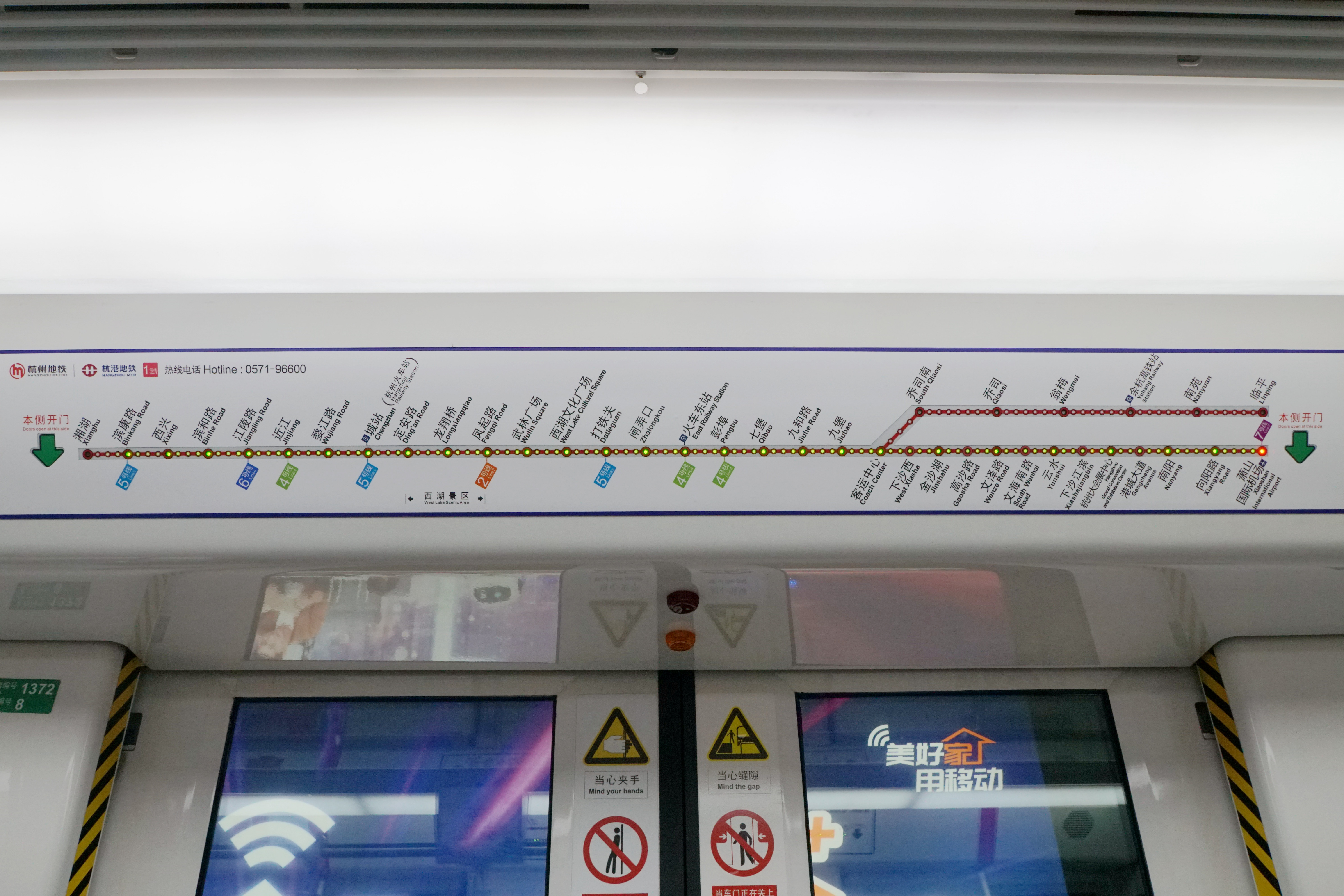
Nouvelle LED carte, adoptée après l'ouverture de Phase 3

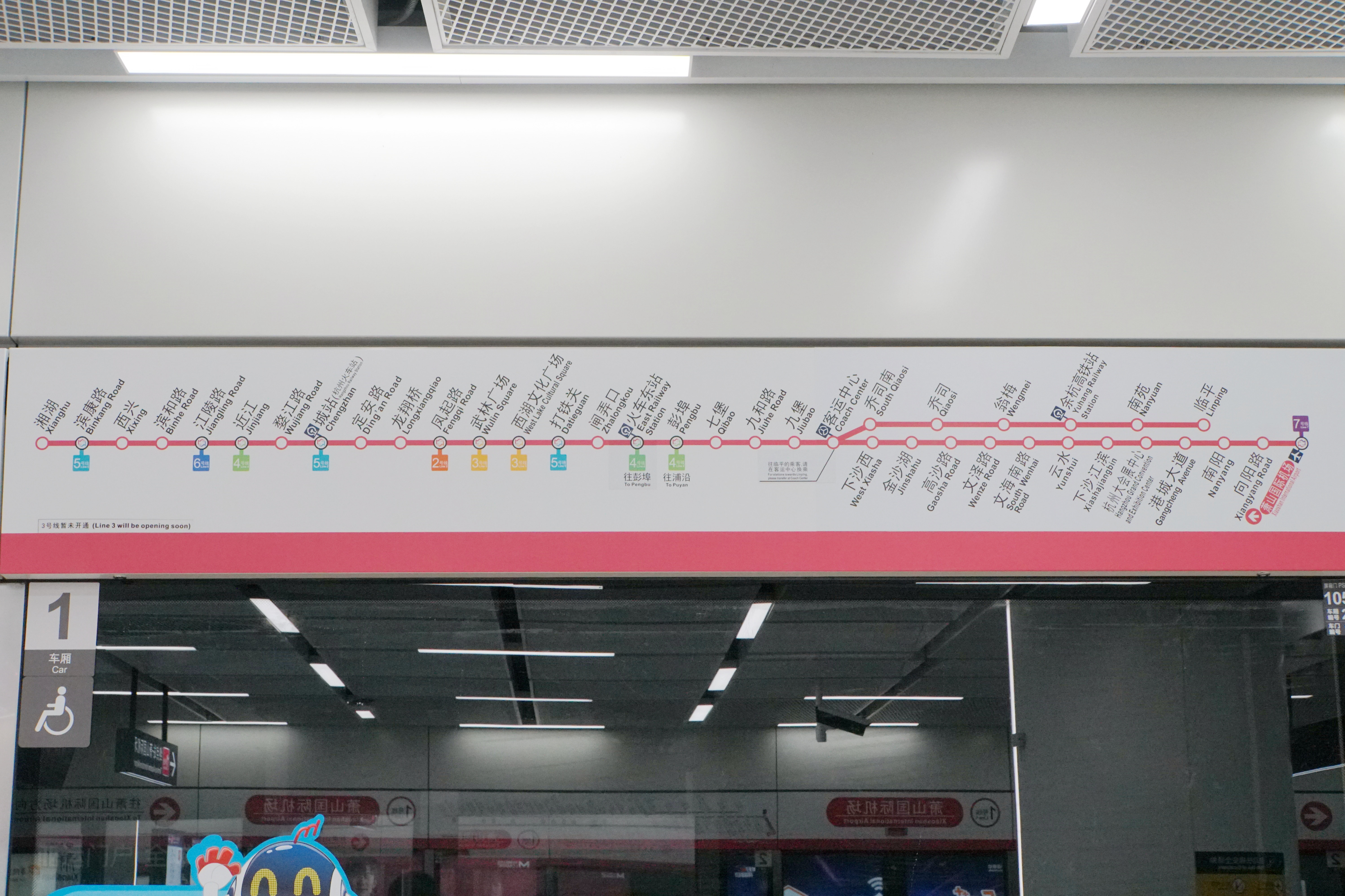
Liste des stations, vue de station Aéroport international de Xiaoshan

La Ligne 1 du Métro de Hangzhou (杭州地铁1号线 en Chinois) est la première ligne du Métro de Hangzhou. Elle relie Xianghu avec l'Aéroport international de Hangzhou Xiaoshan et Linping, traversée le centre-ville de Hangzhou. La première section (Xianghu-Rue Wenze/Linping, hors de station Gare de l'Est) a ouvert le 24 novembre 2012.  
Une partie de la ligne, de Centre d'autocars à Linping, a séparée et fusionnée à la ligne 9 le 10 juillet 2022. L'expoitant de ceux était passé de Hangzhou MTR à Hangzhou Metro. 

## Histoire

### Chronologie
- 24 novembre 2012 : L’ouverture de la section Xianghu-Rue Wenze et Centre d’autocars-Linping, sauf la station Gare de l’Est.
- 30 juin 2013 : L’ouverture de la station Gare de l’Est.
- 24 novembre 2015 : Prolongation de la ligne de Rue Wenze à Xiashajiangbin.
- 30 décembre 2020 : Prolongation de la ligne de Xiashajiangbin à Aéroport international de Xiaoshan.
- 10 juillet 2021 : La section entre Linping et Centre d’autocars se fait une partie de la ligne 9.

## Caractéristiques

### Stations
Voici les stations de la ligne 1[réf. nécessaire].
Les stations et lignes de connexion en italique ne sont pas en service.
| Route | Route | Nom de la station | Nom de la station                                      | Nom de la station                               | Correspondances             | Quartier   | Date d'ouverture |
| Route | Route | Chinois           | Français                                               | Anglais                                         | Correspondances             | Quartier   | Date d'ouverture |
| ----- | ----- | ----------------- | ------------------------------------------------------ | ----------------------------------------------- | --------------------------- | ---------- | ---------------- |
|       |       |                   |                                                        |                                                 |                             |            |                  |
| ●     | ●     | 湘湖              | Xianghu                                                | Xianghu                                         |                             | Xiaoshan   | 24 novembre 2012 |
| ●     | ●     | 滨康路            | Chemin Binkang                                         | Binkang Road                                    | 5                           | Binjiang   | 24 novembre 2012 |
| ●     | ●     | 西兴              | Xixing                                                 | Xixing                                          |                             | Binjiang   | 24 novembre 2012 |
| ●     | ●     | 滨和路            | Rue Binhe                                              | Binhe Road                                      |                             | Binjiang   | 24 novembre 2012 |
| ●     | ●     | 江陵路            | Chemin Binkang                                         | Jiangling Road                                  | 6                           | Binjiang   | 24 novembre 2012 |
| ●     | ●     | 近江              | Jinjiang                                               | Jinjiang                                        | 4                           | Shangcheng | 24 novembre 2012 |
| ●     | ●     | 婺江路            | Rue Wujiang                                            | Wujiang Road                                    |                             | Shangcheng | 24 novembre 2012 |
| ●     | ●     | 城站              | Gare de la Ville                                       | Chengzhan                                       | 5 Gare de Hangzhou          | Shangcheng | 24 novembre 2012 |
| ●     | ●     | 定安路            | Rue Ding'an                                            | Ding'an Road                                    |                             | Shangcheng | 24 novembre 2012 |
| ●     | ●     | 龙翔桥            | Longxiangqiao                                          | Longxiangqiao                                   |                             | Shangcheng | 24 novembre 2012 |
| ●     | ●     | 凤起路            | Chemin Fengqi                                          | Fengqi Road                                     | 2                           | Gongshu    | 24 novembre 2012 |
| ●     | ●     | 武林广场          | Square Wulin                                           | Wulin Square                                    | 3                           | Gongshu    | 24 novembre 2012 |
| ●     | ●     | 西湖文化广场      | Place culturelle du Lac de l'Ouest                     | West Lake Cultural Square                       | 3 19                        | Gongshu    | 24 novembre 2012 |
| ●     | ●     | 打铁关            | Datieguan                                              | Datieguan                                       | 5                           | Gongshu    | 24 novembre 2012 |
| ●     | ●     | 闸弄口            | Zhalongkou                                             | Zhalongkou                                      |                             | Shangcheng | 24 novembre 2012 |
| ●     | ●     | 火车东站          | Gare de l'Est                                          | East Railway Station                            | 4 6 19 Gare de Hangzhou-Est | Shangcheng | 30 juin 2013     |
| ●     | ●     | 彭埠              | Pengbu                                                 | Pengbu                                          | 4                           | Shangcheng | 24 novembre 2012 |
| ●     | ●     | 七堡              | Qibao                                                  | Qibao                                           |                             | Shangcheng | 24 novembre 2012 |
| ●     | ●     | 九和路            | Chemin Jiuhe                                           | Jiuhe Road                                      |                             | Shangcheng | 24 novembre 2012 |
| ●     | ●     | 九堡              | Jiubao                                                 | Jiubao                                          |                             | Shangcheng | 24 novembre 2012 |
| ●     | ●     | 客运中心          | Centre d'autocars                                      | Coach Center                                    | 9                           | Shangcheng | 24 novembre 2012 |
| ●     | ●     | 下沙西            | Xiasha Ouest                                           | West Xiasha                                     |                             | Qiantang   | 24 novembre 2012 |
| ●     | ●     | 金沙湖            | Lac Jinsha                                             | Jinshahu                                        |                             | Qiantang   | 24 novembre 2012 |
| ●     | ●     | 高沙路            | Rue Gaosha                                             | Gaosha Road                                     |                             | Qiantang   | 24 novembre 2012 |
| ●     | ●     | 文泽路            | Rue Wenze                                              | Wenze Road                                      |                             | Qiantang   | 24 novembre 2012 |
| ●     | ●     | 文海南路          | Rue Wenhai-Sud                                         | South Wenhai Road                               | 8                           | Qiantang   | 24 novembre 2015 |
| ●     | ●     | 云水              | Yunshui                                                | Yunshui                                         |                             | Qiantang   | 24 novembre 2015 |
| ●     | ●     | 下沙江滨          | Xiashajiangbin                                         | Xiashajiangbin                                  |                             | Qiantang   | 24 novembre 2015 |
| ●     | ｜    | 杭州大会展中心    | Grand palais de convention et d'exposition de Hangzhou | Hangzhou Grand Convention and Exhibition Center |                             | Xiaoshan   | 30 décembre 2020 |
| ●     | ｜    | 港城大道          | Avenue Gangcheng                                       | Gangcheng Avenue                                |                             | Xiaoshan   | 30 décembre 2020 |
| ●     | ｜    | 南阳              | Nanyang                                                | Nanyang                                         |                             | Xiaoshan   | 30 décembre 2020 |
| ●     | ｜    | 向阳路            | Rue Xiangyang                                          | Xiangyang Road                                  |                             | Xiaoshan   | 30 décembre 2020 |
| ●     | ｜    | 萧山国际机场      | Aéroport international de Xiaoshan                     | Xiaoshan International Airport                  | 7 19 Aéroport HGH           | Xiaoshan   | 30 décembre 2020 |
|       |       |                   |                                                        |                                                 |                             |            |                  |